# Freia von Wühlisch
Freia von Wühlisch (* 1920 in Rostock; † 1985) war eine deutsche Journalistin und Schriftstellerin, die u. a. in Der Ruf – unabhängige Blätter der jungen Generation veröffentlichte und an den Treffen der Gruppe 47 beteiligt war. Sie war mit Hans Jürgen Krüger verheiratet, einem der Gründungsmitglieder der Gruppe 47, und wurde von ihm als „Mutter der Gruppe 47“ bezeichnet.

## Leben
Die ursprünglich aus Rostock stammende Freia von Wühlisch kam 1939 aus Südwestafrika nach Deutschland, um dort Zeitungswissenschaften zu studieren. Sie promovierte 1945 in Heidelberg. Ihre Dissertation mit dem Titel „Die Windhuker Allgemeine Zeitung und die deutsche Frage von 1933 bis 1939“ weist eine bedenkliche Nähe zum Nationalsozialismus auf. Ab 1951 lebte sie mit Hans Jürgen Krüger in Südafrika. Nach der Scheidung 1966 berichtete Wühlisch u. a. für die dpa, Neue Zürcher und andere bis 1972 aus Algier. Wegen ihrer Nähe zum Nationalsozialismus wurde sie von Sabine Pamperrien als „Böse Mutter der Gruppe 47“ bezeichnet.

## Veröffentlichungen
- Kati treckt ins Sandveld. Afrika-Verlag, Windhoek 1960, DNB 455765421 (Kinderbuch).